# Cry to Me
Cry to Me is een nummer geschreven door de jong gestorven songwriter en platenproducent Bert Berns (vermeld als "Bert Russell") en voor het eerst opgenomen door de Amerikaanse soulzanger Solomon Burke in december 1961. De single werd uitgebracht in 1962 en was Burkes tweede single in de Billboardlijsten. Het piekte op nummer 5 in de "Hot R&B Sides" en op 44 van de "Hot 100 singles".

## Achtergronden
Op 6 december 1961 nam Burke "Cry to Me" op, "een ode aan eenzaamheid en verlangen", een van de eerste nummers waarin  country, gospel en R&B samengingen. Het wordt beschouwd als "het paradigma voor zuidelijke soulballads". "Cry to Me" werd gedirigeerd en gearrangeerd door Klaus Ogermann, en geproduceerd door Bert Berns, "een roly-poly" blanke New Yorker met een diepe liefde en empathie voor zwarte muziek ondanks een formele muziekopleiding aan de Juilliard School of Music en een muziekachtergrond die ver verwijderd was van de verschroeiende ziel waarin hij zich in 1963 specialiseerde". Burke had een moeilijke relatie met Berns, hij "wantrouwde de jonge producer" en sprak vaak minachtend over hem, maar erkende Berns later als "een genie" en "een groot schrijver, een groot man."
De begeleiding op de opname werd verzorgd door Leon Cohen op altsaxofoon, Jesse Powell op tenorsaxofoon, Hank Jones op piano, Robert Mosely op orgel, Phil Kraus op vibrafoon, Don Arnone, Al Caiola, Bucky Pizzarelli en Everett Barksdale op gitaar, Art Davis op bas en Gary Chester op drums.
In de zomer van 1963 bezocht Betty Harris Bert Berns in zijn kantoor in New York en overtuigde hem dat "Cry to Me" beter kon. Zij vertraagde het tempo en gaf het nummer meer soul. Betty’s remake van "Cry to Me" (met een arrangement van Garry Sherman en achtergrondzangeressen The Sweet Inspirations) schoot omhoog in de pop- en R&B-hitlijsten en overtrof met een 23e plaats op de Billboard Hot 100 de versie van Solomon Burke.

## Overige covers
- De Engelse band Pretty Things nam het op in 1965 en hun versie bereikte nummer 28 op de UK Singles Chart.
- Ook in 1965 werd een vertolking van de Rolling Stones opgenomen op hun album Out of Our Heads.
- Freddie Scott nam het nummer in 1967 op; zijn single piekte op nummer 40 op de R&B en 70 op de Hot 100.
- De Staccatos, een Zuid-Afrikaanse band, voerde het nummer uit in 1969. Het bereikte nummer 1 in de SA-hitlijsten en bleef 38 weken in de hitlijsten.
- De Britse punkband IDLES coverde het nummer op hun album uit 2018, Joy as an Act of Resistance.
- Nederlandse DJ-producer CMC$, en Canadese DJ-producer Kilotile; die elk in 2022 hun eigen elektronische dansversies van het nummer uitbrachten.
- De Amerikaanse artiest Joe Vitullo heeft in 2023 een versie van het nummer opgenomen en uitgebracht.